# Мирне (Золотоніський район)
Мирне (до 2016 — Жовтневе) — селище в Україні,у Золотоніському районі Черкаської області. Входить до складу Іркліївської сільської громади. У селі мешкає 400 людей.
Селище внесено до переліку населених пунктів, які потрібно перейменувати згідно із законом «Про засудження комуністичного та націонал-соціалістичного (нацистського) тоталітарних режимів в Україні та заборону пропаганди їхньої символіки».

## Населення

### Мова
Розподіл населення за рідною мовою за даними перепису 2001 року:
| Мова            | Кількість | Відсоток |
| --------------- | --------- | -------- |
| українська      | 384       | 96.00%   |
| російська       | 15        | 3.75%    |
| інші/не вказали | 1         | 0.25%    |
| Усього          | 400       | 100%     |